# Adeje
Adeje là một đô thị trong tỉnh Santa Cruz de Tenerife, cộng đồng tự trị quần đảo Canary Tây Ban Nha. Đô thị này có diện tích là 105,95 ki-lô-mét vuông, dân số năm 2009 là 43.204 người với mật độ 47,68 người/km². Đô thị này có cự ly km so với tỉnh lỵ Canarias.